# Záboř (Teplice nad Metují)
Záboř (deutsch Saborsch, zumeist Bischofsteiner Saborsch) ist eine Wüstung in Tschechien. Sie liegt vier Kilometer westlich von Teplice nad Metují auf der Gemarkung von Skály im Okres Náchod. 

## Geographie
Záboř befand sich in 669 m n.m. auf der Hochebene am südwestlichen Fuße der Adersbach-Wekelsdorfer Felsenplatte im Quellgebiet eines kleinen Baches, der nach Norden durch die Schlucht unterhalb der Martinswände (Martinské stěny) und der Domwände (Chrámové stěny) zum Skalní potok fließt. Nördlich erhebt sich der Skalní ostrov (720 m n.m.), nordöstlich der Trojmezí (Dreigrenzer, 739 m n.m.), im Osten die Kraví hora (Kuhberg, 730 m n.m.) und die Supí skály (Geiershut, 771 m n.m.), südlich der Čáp (Storchberg, 786 m n.m.) sowie nordwestlich der Nad Srázem (Schindelgrube, 738 m n.m.). 
Nachbarorte waren Dolní Adršpach im Norden, Bučnice, Střemenské Podhradí und Kamenec im Nordosten, Dolní Teplice und Zátiší im Osten, Skály im Südosten, Studnice im Süden, Horní Vernéřovice und Nové Domy im Südwesten, Nové Dvorky und Janovice im Westen sowie Záboř im Nordwesten.

## Geschichte
Der Meierhof Zaboř wurde im 16. Jahrhundert durch die Besitzer der Herrschaft Katzenstein in der Nähe des zur Herrschaft Ober Wekelsdorf gehörenden Waldhofes angelegt. 1662 erwarb das neu gegründete Bistum Königgrätz das Gut Katzenstein von Wilhelm Albrecht Kolowrat-Krakowsky als Dotation für das Domkapitel; Bischof Matthäus Ferdinand Sobek von Bilenberg gab dem Gut den neuen Namen Bischofstein. Zum Ende des 18. Jahrhunderts entstand um den Hof Zaboř der Weiler Zabořer Vorwerk.
Im Jahre 1836 bestand das im Königgrätzer Kreis gelegene Dörfchen Zaboř aus vier Häusern mit einem Meierhof, in denen 40 überwiegend deutschsprachige Personen lebten. Zaboř war gänzlich von Wald umschlossen, seine Bewohner waren Holzfäller und Steinbrecher. Landwirtschaft wurde nicht betrieben. Pfarrort war Ober Wernersdorf. Bis zur Mitte des 19. Jahrhunderts blieb das Dorf dem Gut Bischofstein untertänig.
Nach der Aufhebung der Patrimonialherrschaften bildete Saborsch / Zaboří ab 1849 einen Ortsteil der Gemeinde Dreiborn/Studnice im Gerichtsbezirk Politz. 1868 wurde das Dorf dem Bezirk Braunau zugeordnet. 1894 wurde Saborsch Teil des neu gebildeten Gerichtsbezirkes Wekelsdorf. Ab 1920 gehörte Saborsch zur neu gebildeten Gemeinde Bischofstein. Der tschechische Ortsname wurde 1921 in Záboř geändert. Bis zur Mitte des 20. Jahrhunderts war der Ort auf acht Häuser angewachsen. Von 1939 bis 1945 gehörte das Dorf zum deutschen Landkreis Braunau.
Nach dem Zweiten Weltkrieg kam Záboř zur Tschechoslowakei zurück und die deutschen Bewohner wurden vertrieben. Die Wiederbesiedlung gelang nicht. 1949 wurde das weitgehend entsiedelte Dorf zusammen mit Skály nach Teplice nad Metují eingemeindet. Als die Gemeinde 1960 nach der Aufhebung des Okres Broumov dem Okres Náchod zugeordnet wurde, war Záboř bereits erloschen. 
Das offiziell als Saborsch bezeichnete Dorf wurde zur Unterscheidung vom nur 600 m entfernten Johnsdorfer Zaborsch zumeist Bischofsteiner Saborsch genannt.
Die Wüstung ist mit Laubbäumen bestanden und zeichnet sich dadurch deutlich vom umgebenden Nadelwald ab. Erhalten sind Ruinen mit Resten von Kellern.